# Fût (musique)
Pour les articles homonymes, voir Fût.
Un fût en musique désigne une partie généralement cylindrique ouverte à ses deux extrémités et sur laquelle une ou deux peaux sont tendues. Le fût constitue ainsi la caisse de résonance de l'instrument.
Quelques exemples d'instruments basés sur un fût : 
- les tambours ;
- chaque tom d'une batterie ainsi que la grosse caisse et la caisse claire ;
- le djembé ;
- le timbau, les surdos, le repinique ;
- les congas.

Le matériau, la dimension et la forme du fût sont déterminants pour le son qu'il produira. 
Les matériaux utilisés sont majoritairement le bois, le métal et parfois des matériaux composites (fibre de carbone, fibre de verre).
Les formes : la plupart des fûts en bois assemblé ou en métal sont cylindriques, parfois en tronc de cône, en raison de la facilité de construction que ces deux formes procurent. Cependant, certains fûts assemblés en bois, comme ceux des congas, empruntent aux techniques de fabrication des fûts de tonnellerie. L'autre mode de fabrication de fûts en bois consiste à creuser un trou central et à sculpter l'extérieur du fût, ce qui autorise à peu près toutes les formes. C'est le principe traditionnel de fabrication des djembés.